# رازی در مکزیک
رازی در مکزیک (انگلیسی: Mystery in Mexico) یک فیلم نوآر آمریکایی به کارگردانی رابرت وایز است که در سال ۱۹۴۸ منتشر شد.

## بازیگران
- ویلیام لوندیگان
- جکلین وایت
- ریکاردو کورتز